# جيمس أفيري
جيمس أفيري (بالإنجليزية: James Avery)‏ مواليد 27 نوفمبر 1945 في سوفولك، فرجينيا، الولايات المتحدة - الوفاة 31 ديسمبر 2013 في كاليفورنيا، الولايات المتحدة، هو ممثل أمريكي بدأ مسيرته الفنية عام 1980.

## وصلات خارجية
- جيمس أفيري على موقع IMDb (الإنجليزية)
- جيمس أفيري على موقع ميتاكريتيك (الإنجليزية)
- جيمس أفيري على موقع روتن توميتوز (الإنجليزية)
- جيمس أفيري على موقع ألو سيني (الفرنسية)
- جيمس أفيري على موقع تيرنر كلاسيك موفيز (الإنجليزية)
- جيمس أفيري على موقع أول موفي (الإنجليزية)
- جيمس أفيري على موقع قاعدة بيانات الأفلام السويدية (السويدية)
- جيمس أفيري على موقع إن إن دي بي (الإنجليزية)
- جيمس أفيري على موقع قاعدة بيانات الفيلم (الإنجليزية)
- جيمس أفيري على موقع كينوبويسك (الروسية)